# Office de la marine marchande et des ports
L'Office de la marine marchande et des ports (OMMP), anciennement appelé Régie des ports de commerce puis Office des ports nationaux tunisiens (OPNT), est un organisme tunisien chargé de la gestion des ports commerciaux du pays.

## Mission
L'OMMP assure des attributions d'autorité maritime et d'autorité portuaire conformément à la législation en vigueur. Il assure aussi les attributions de police portuaire dans les ports maritimes de commerce. Enfin, il a pour mission d'exploiter et d'assurer le fonctionnement, l'entretien et le développement des ports maritimes de commerce. L'exploitation et l'entretien des ports par l'OMMP s'étend, d'après la législation tunisienne, s'étend aux rades, aux dépendances et aux installations portuaires rattachées.
Plus récemment, l'OMMP se voit attribuer de nouvelles fonctions relatives aux aspects suivants :
- l'administration des navires : l'OMMP dispose de prérogatives pour contrôler la tenue des registres de matricule des navires, la délivrance des papiers de bord, le jaugeage des navires, la réalisation des visites de sécurité et la gestion des épaves maritimes ;
- l'administration des gens de mer : l'OMMP assure la gestion administrative de la carrière des marins ainsi que le suivi de l'application de la législation qui la régit. De même, il est chargé de la délivrance des brevets maritimes, du contrôle de l'exécution des contrats de travail maritime, de l'organisation du travail à bord et des visas d'effectif ;
- le contrôle de la navigation maritime : l'OMMP assure des missions de police à l'intérieur des ports maritimes de commerce et dans les eaux territoriales. Il peut participer aux opérations de lutte contre la pollution marine et aux opérations de protection de l'environnement marin ainsi que des missions d'assistance et de sauvetage en mer.

L'OMMP est aussi habilité à constater les infractions à la législation maritime et à diligenter l'instruction des enquêtes maritimes. Le champ d'action de l'OMMP s'étend aussi aux ports de pêche et de plaisance, en plus des activités des ports de commerce.
Tous les ports maritimes de commerce de la Tunisie sont gérés en pleine propriété par l'OMMP et font partie de son patrimoine à savoir, Bizerte, La Goulette, Radès, Sousse, Sfax, Gabès et Zarzis.

## Caractéristiques des ports gérés par l'OMMP
| Port        | Postes à quai | Tirants d'eau       | Linéaire total de quai | Nombre des magasins | Superficie totale des magasins | Terre plein |
| ----------- | ------------- | ------------------- | ---------------------- | ------------------- | ------------------------------ | ----------- |
| Bizerte     | 10            | de 8 m à 11 m       | 1 390 m                | 14                  | 8 680 m2                       | 22 ha       |
| Radès       | 11            | de 8,40 m à 10,60 m | 2 020 m                | 5                   | 30 000 m2                      | 18,5 ha     |
| La Goulette | 7             | 9,00 m              | 1 090 m                | 11                  | 48 200 m2                      | 12,5 ha     |
| Sousse      | 10            | 9,00 m à 10,50 m    | 980 m                  | 5                   | 13 000 m2                      | 14,7 ha     |
| Sfax        | 13            | 10,50 m             | 2 590 m                | 9                   | 23 500 m2                      | 24 ha       |
| Gabès       | 10            | 10,50 m à 12,50 m   | 1 830 m                | 1                   | 4 000 m2                       | 15 ha       |
| Zarzis      | 5             | 10,00 m à 12,00 m   | 950 m                  | 2                   | 9 000 m2                       | 28 ha       |

## Spécificités des ports gérés par l'OMMP
Chacun des ports tunisiens gérés par l'OMMP est plus au moins spécialisé dans une activité :
- le complexe portuaire de Bizerte-Menzel Bourguiba traite le trafic pétrolier notamment à destination de la raffinerie de la STIR ;
- le port de Radès traite le trafic roulier et conteneurisé ainsi qu'une part du trafic de vrac (céréales et hydrocarbures) ;
- le port de Tunis traite les navires conventionnels de petite taille ;
- le port de La Goulette traite les navires conventionnels ainsi que les car-ferries et les navires de croisière ;
- le port de Sousse est un port de marchandises diverses ;
- le complexe portuaire de Sfax-Sidi Youssef est un port polyvalent ;
- le port de Gabès est spécialisé dans le traitement des produits chimiques ;
- le port de Zarzis assure l'exportation du pétrole brut et du sel marin.